# Еспальмадор
Еспальмадо́р (кат. с'Аспалмазо́, s'Espalmador, англ. Espalmador) — іспанський острів, розташований на північ від острова Форментера.
Приблизна довжина — 2925 м, ширина — 800 м, площа — 137 гектарів.
Має скелястий берег, за винятком південної бухти і дещо меншої бухти на північному сході, відділеної маленьким острівцем Ілля де Са Торрета. Це місце є ідеальним для висадки з кораблів.
Також на острові є грязьова лагуна, яка використовується для грязьових лікувальних процедур.
Острів оточують острівці Ілля Каставі та Ілля дес Поркс.
Вода біля острова прозора, а пляжі — білі.
Коли рівень моря опускається, можна йти пішки з Форментери до Еспальмадора шляхом, що називається Ес Трокадорс, хоча це небезпечно через місцеві течії.